# Élections municipales de 2014 à Metz
Pour un article plus général, voir Élections municipales de 2014 en Moselle.
Les élections municipales ont eu lieu les 23 et 30 mars 2014 à Metz.

## Mode de scrutin
Le mode de scrutin à Metz est celui des villes de plus de 1 000 habitants : la liste arrivée en tête obtient la moitié des 55 sièges du conseil municipal. Le reste est réparti à la proportionnelle entre toutes les listes ayant obtenu au moins 5 % des suffrages exprimés. Un deuxième tour est organisé si aucune liste n'atteint la majorité absolue et au moins 25 % des inscrits au premier tour. Seules les listes ayant obtenu au moins 10 % des suffrages exprimés peuvent s'y présenter. Les listes ayant obtenu au moins 5 % des suffrages exprimés peuvent fusionner avec une liste présente au second tour.

## Contexte

### Contexte électoral
Le 2 juillet 2013, une adjointe au maire est convoquée par la justice,, et condamnée le 10 juillet 2013 pour prise illégale d'intérêts,.
Le 23 novembre 2013, Dominique Gros, maire sortant, officialise sa candidature à un second mandat,.
Le 13 février 2014, Jean-Marie Rausch, ancien maire UMP de la ville, annonce qu'il ne votera pas pour Marie-Jo Zimmermann, invoquant sa « totale inexpérience ». Le 13 octobre 2013, il critiquait néanmoins la gestion de son successeur : « Je leur (NDLR : les élus municipaux en place) ai laissé une cagnotte de 63 millions, ils n’étaient pas obligés d’augmenter les impôts, mais cela fait partie de la dialectique socialiste de faire payer les riches pour les pauvres »,.
Le 18 février 2014, Nora-Aline Herbet, colisitère de Marie-Jo Zimmermann, membre de Debout la République et responsable Jeunesse de la Moselle derrière Nicolas Dupont-Aignan, déclare sur Twitter :
« Soral n’est pas facho, Dieudonné non plus, ce sont des adeptes de la polémique. Les médias ne font que manipuler. Honteux ! »
Marie-Jo Zimmermann lui demande de retirer ce message, suspend sa campagne sur les réseaux sociaux et indique : « Je ne suis absolument pas engagée par tel ou tel propos qui serait tenu par l'un ou par l'autre ». Antoine Fonte, directeur de campagne de Dominique Gros, affirme de son côté : « On savait que (la liste de Marie-Jo Zimmermann) était une liste de bric et de broc et plus avec des antisémites avoués »,,. Le 3 février 2014, ce dernier avait lui-même dérapé sur Twitter, qualifiant un internaute qui avait engagé la conversation avec lui de : « trou du cul » et de « minable » et d' « ignare ».

### Enjeux
La droite (opposition) est profondément divisée, et ne parvient à se rassembler que difficilement.
À gauche, le maire sortant ne s'est jamais vraiment imposé pendant son mandat et doit tenter de conserver son siège dans une ville historiquement de centre-droit dans un contexte national difficile.
Un sondage BVA paru le 9 mars 2014 prévoit qu'« une triangulaire de second tour pourrait bien permettre au PS de conserver la ville », la liste conduite par Dominique Gros étant crédité de 37 %, celle conduite par Marie-Jo Zimmermann 42 % et celle conduite par Françoise Grolet (pt) (FN) 11 %, faisant du FN la clef du scrutin. Le 23 mars 2014, la liste FN obtient en fait le double de cette projection (21,3 %, soit le score le plus élevé des villes de plus de 100 000 habitants).

## Candidats

### Dominique Gros
Dominique Gros (maire sortant) représente le Parti socialiste. Il a sur sa liste 4 membres d'EELV-Les Verts, 2 du PCF et 4 ex-Mouvement démocrate (Modem), quoique n'ayant pas le soutien de ces partis.

### Marie Jo Zimmerman
Marie Jo Zimmerman (députée de Moselle) représente l'Union pour un mouvement populaire (UMP), l'Union des Démocrates et Indépendants (UDI) et le Mouvement Démocrate (Modem).

## Résultats
- Maire sortant : Dominique Gros (PS)
- 55 sièges à pourvoir (population légale 2011 : 119 962 habitants)

| Tête de liste                                                 | Tête de liste         | Liste             | Premier tour | Premier tour | Second tour | Second tour | Sièges |  |
| Tête de liste                                                 | Tête de liste         | Liste             | Voix         | %            | Voix        | %           | Sièges |  |
| ------------------------------------------------------------- | --------------------- | ----------------- | ------------ | ------------ | ----------- | ----------- | ------ |  |
|                                                               | Dominique Gros *      | PS-EELV           | 12 441       | 35,68        | 16 008      | 43,22       | 40     |  |
| Fiers d'être messins                                          |                       |                   | 12 441       | 35,68        | 16 008      | 43,22       | 40     |  |
|                                                               | Marie-Jo Zimmermann   | UMP-UDI-MoDem     | 11 939       | 34,24        | 15 238      | 41,14       | 11     |  |
| Liste une ambition pour Metz                                  |                       |                   | 11 939       | 34,24        | 15 238      | 41,14       | 11     |  |
|                                                               | Françoise Grolet (pt) | FN                | 7 433        | 21,32        | 5 790       | 15,63       | 4      |  |
| Rassemblement bleu Marine pour Metz                           |                       |                   | 7 433        | 21,32        | 5 790       | 15,63       | 4      |  |
|                                                               | Jacques Marechal      | FG                | 1 244        | 3,57         |             |             |        |  |
| A Metz. L'humain d'abord                                      |                       |                   | 1 244        | 3,57         |             |             |        |  |
|                                                               | Stéphane Aurousseau   | NPA-FASE-PG diss. | 1 154        | 3,31         |             |             |        |  |
| Basta !                                                       |                       |                   | 1 154        | 3,31         |             |             |        |  |
|                                                               | Mario Rinaldi         | LO                | 473          | 1,36         |             |             |        |  |
| Lutte ouvrière faire entendre le camp des travailleurs        |                       |                   | 473          | 1,36         |             |             |        |  |
|                                                               | Marie-Jeanne Becht    | POI               | 182          | 0,52         |             |             |        |  |
| Unité et résistance soutenue par le Parti ouvrier indépendant |                       |                   | 182          | 0,52         |             |             |        |  |
|                                                               |                       |                   |              |              |             |             |        |  |
| Inscrits                                                      | Inscrits              | Inscrits          | 71 987       | 100,00       | 71 989      | 100,00      |        |  |
| Abstentions                                                   | Abstentions           | Abstentions       | 36 051       | 50,08        | 33 810      | 46,97       |        |  |
| Votants                                                       | Votants               | Votants           | 35 936       | 49,92        | 38 179      | 53,03       |        |  |
| Blancs et nuls                                                | Blancs et nuls        | Blancs et nuls    | 1 070        | 2,98         | 1 143       | 2,99        |        |  |
| Exprimés                                                      | Exprimés              | Exprimés          | 34 866       | 97,02        | 37 036      | 97,01       |        |  |
| * Liste du maire sortant                                      |                       |                   |              |              |             |             |        |  |